# Václav Neckář
Václav Neckář (* 23. října 1943 Praha) je český popový zpěvák a filmový herec, synovec herce Eduarda Dubského, bratr muzikanta Jana Neckáře.

## Životopis
Václav Neckář měl rád zpěv (společně s tělocvikem a dějepisem) již na základní škole. Od roku 1962 působil jako herecký elév v mosteckém Divadle pracujících a od roku 1964 v plzeňském písničkovém divadélku Alfa. V té době začal nahrávat pro Československý rozhlas („Až louky rozkvetou“ ad.). Poté od roku 1965 účinkoval v Divadle Rokoko, kam jej Jiřímu Šaškovi doporučil prof. Miloš Nedbal s tím, že jde o synovce herce Eduarda Dubského, takže bude vhodnou posilou pro divadlo. Neckář je také příbuzensky spjat s někdejší poslankyní a poslední předrevoluční předsedkyní Československého svazu žen Marií Kabrhelovou a spisovatelkou Annou Sobotkovou.

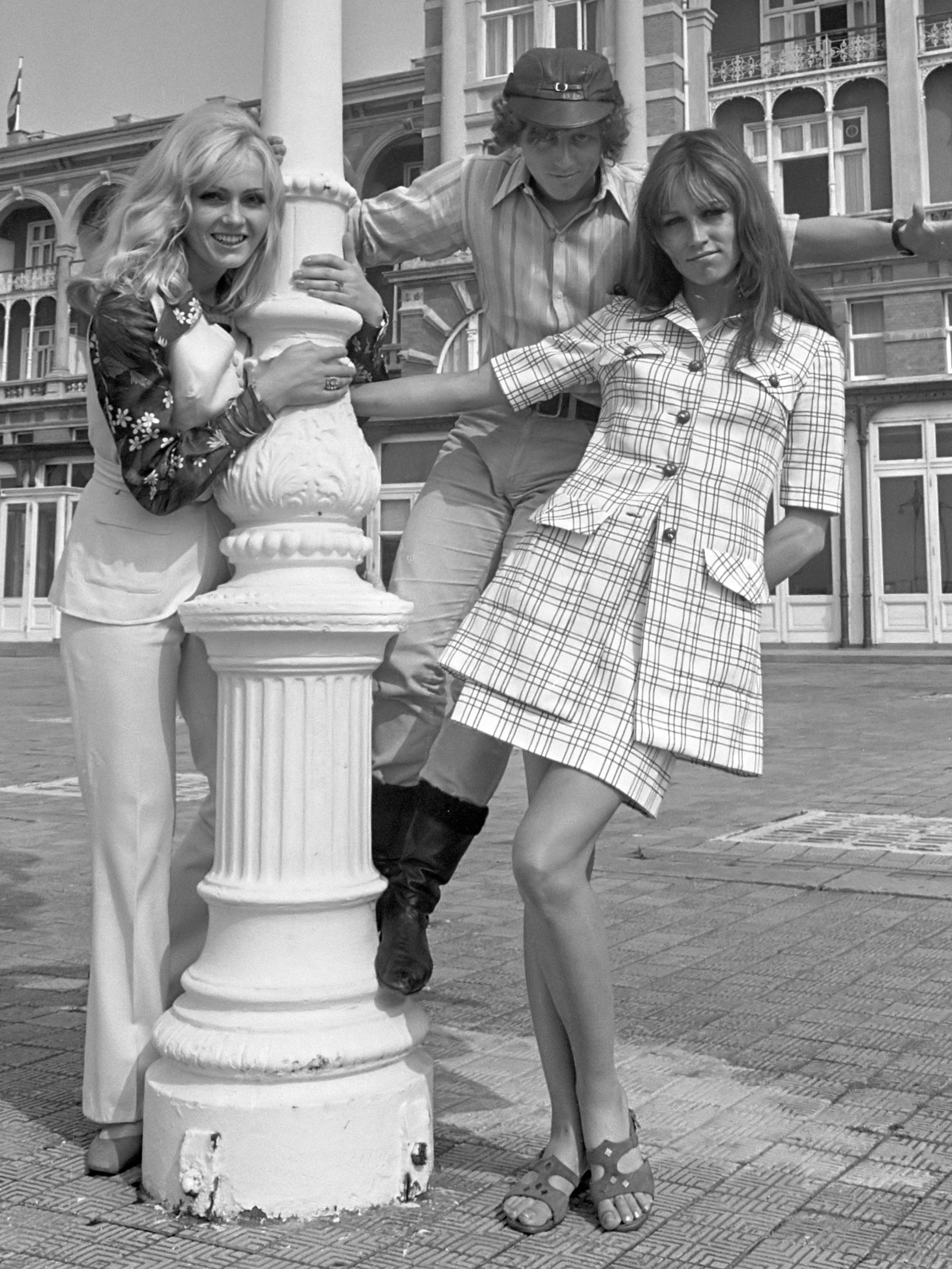
S Martou Kubišovou a Helenou Vondráčkovou jako Golden Kids (1969)

V letech 1968 až 1970 byl společně s Martou Kubišovou a Helenou Vondráčkovou členem pěvecké skupiny Golden Kids. Jako herec se proslavil především rolí ve filmu Jiřího Menzela Ostře sledované vlaky natočeném na motivy stejnojmenné novely Bohumila Hrabala, ale hrál i hlavní role ve filmech Skřivánci na niti a pohádce Šíleně smutná princezna. Nazpíval písničky k filmům, např. Jak básníci přicházejí o iluze, Jak utopit dr. Mráčka aneb Konec vodníků v Čechách nebo Páni kluci. Od 70. let natáčel a koncertoval se skupinou Bacily, kterou řídí jeho bratr Jan Neckář. K jeho dvorním autorům patří již zmíněný bratr Jan Neckář a Ota Petřina, ale psali pro něho i Karel Svoboda, Petr Hapka, Petr Janda nebo Bohuslav Ondráček. O texty se mu starali mj. Zdeněk Rytíř, Michal Horáček, Jan Schneider, Ladislav Kantor nebo Michael Prostějovský. Kromě popových hitů, např. „Stín katedrál“, „Tu kytaru jsem koupil kvůli tobě“ nebo „Lékořice“, má v repertoáru i řadu balad, např. „Nautilus“, „Suzanne“, „Perla“ nebo „Podej mi ruku a projdem Václavák“. K jeho nejznámějším hitům patří také píseň „Má něco s jedním pánem“ z roku 1969 (jde původně o zahraniční píseň s názvem „Cuando sali de Cuba“, autorem hudby byl Luis Aguillé a český text vytvořil Zdeněk Borovec). V 70. letech natáčel i hloubavější tematická alba, folk-rockové Tomu, kdo nás má rád nebo big bítové Planetárium. V 80. letech se mj. věnoval i rockové hudbě – album Pod komandem lásky.
Počátkem roku 1977 podepsal Antichartu, jak vypovídá Rudé právo vydané dne 31. ledna 1977. Po pádu režimu však v dotazníku pro časopis Reflex prohlásil, že žádnou Antichartu nepodepsal, protože byl mimo Prahu.
V roce 1986 byl jmenován zasloužilým umělcem. V roce 2000 byl Václav Neckář v Necenzurovaných novinách č. 4/2000 (str. 56) uveřejněn na seznamech spolupracovníků Státní bezpečnosti v kategorii Důvěrník pod krycím jménem „Bacil“, evidenční číslo 29 313. V Mladé frontě Dnes z 26. června 2007 napsal novinář Ondřej Šťastný o Neckářově spolupráci s StB toto: „Neckář donášel tajné policii v letech 1978–1987. Původně měl být nasazen na manažera své skupiny Hanuše Bunzela. Později, kdy se StB upsal i Bunzel, využívala Neckáře jako zdroj informací ze socialistické hudební scény. Jedno z Neckářových hlášení mluví o tom, že se u Kubišové v bytě schází pravicoví exponenti, např. Jiří Dienstbier. V roce 1978 zase informoval StB o dění na kubánském mezinárodním festivalu, kam vyjel se svojí kapelou.“ Podrobnější informace ohledně spolupráce s StB jsou uvedeny v knize Cesta do mé paměti (DARANUS 2010).

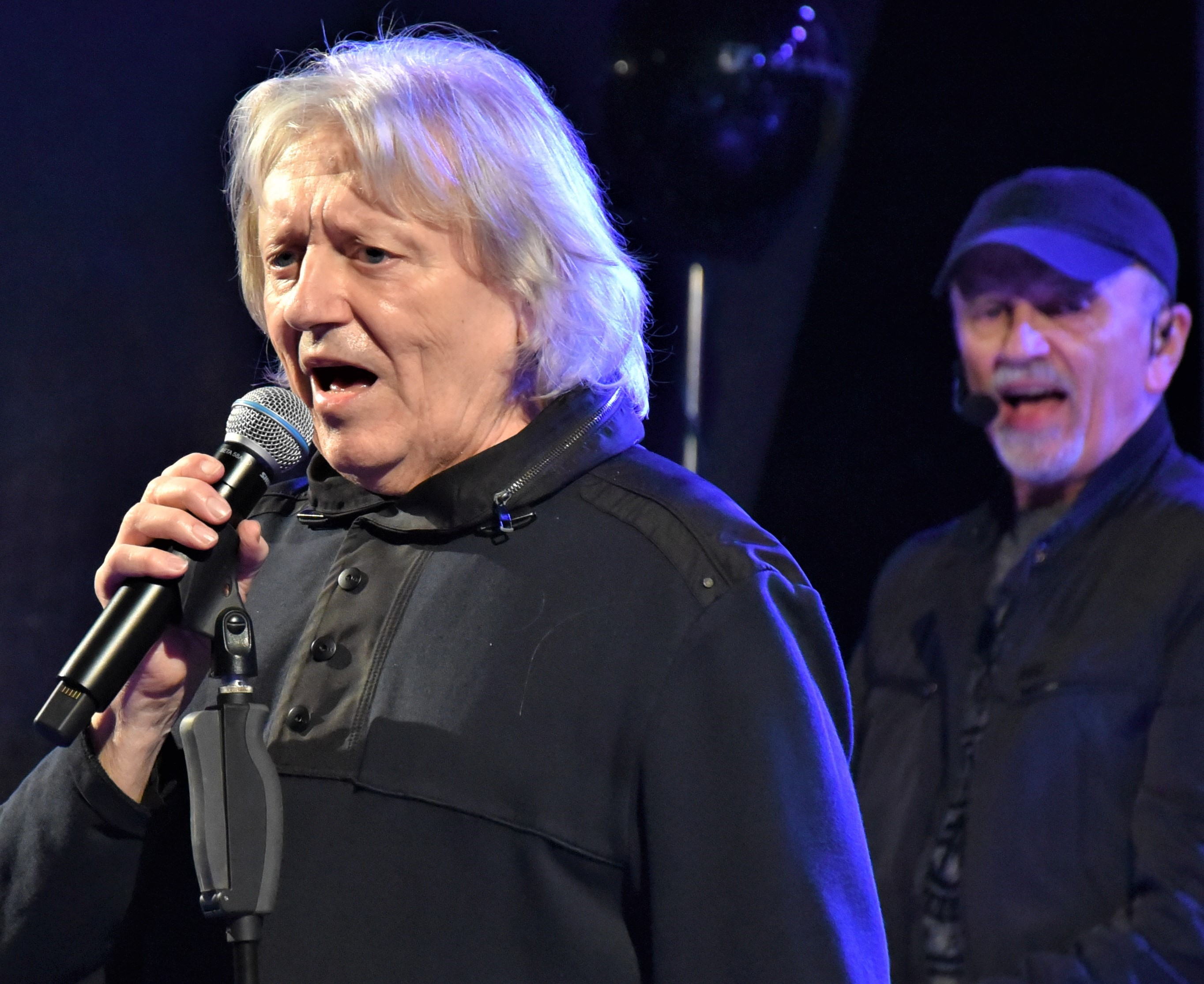
S bratrem Janem (2018)

Jde o jednoho z pěti čestných občanů města Ústí nad Labem, kde dlouho žil a po nuceném opuštění Pragokoncertu našel „azyl“ se skupinou Bacily u severočeské agentury. Pragokoncert opustil již v roce 1971 a přešel se skupinou Bacily do Pražského kulturního střediska (PKS). Z PKS do Ústecké agentury odešel i s Bacily v roce 1980.
V roce 2002 ho postihla mrtvice, po které se musel znovu učit mluvit a zpívat (zpívá již jen písně s pomalým rytmem). V roce 2011 natočil se skupinou Umakart velmi úspěšný filmový soundtrack k filmu Alois Nebel s názvem „Půlnoční“. V roce 2014 obdržel ocenění Senior Prix od Nadace Život umělce a dne 28. října 2015 obdržel z rukou prezidenta České republiky Miloše Zemana státní vyznamenání Medaili za zásluhy I. stupně.
V říjnu 2023 v Divadle Rokoko v živém vysílání Českého rozhlasu Dvojka pokřtil nové album. Při této příležitosti byl jako druhý hudebník v historii uveden do Síně slávy Českého rozhlasu, a to po Martě Kubišové. Zároveň získal od hudebního vydavatelství Supraphon ocenění Legenda Supraphonu.
Své 80. narozeniny oslavil 22. října 2023 dvěma vyprodanými koncerty v Divadle Hybernia, kde vystoupil s kapelou Bacily a Fčeličky. Na koncertě mu popřála Marta Kubišová, Jaromír Nohavica, Michal Malátný, Jindra Polák a 4 Tenoři.

## Filmový herec
Jedná se také o velmi úspěšného filmového herce, neboť film Ostře sledované vlaky získal ocenění Americké filmové akademie Oscar a snímek Skřivánci na niti byl oceněn Zlatým Medvědem na filmovém festivalu v Berlíně. I hudební pohádka Šíleně smutná princezna dnes již patří k české filmové klasice. Jeho pozdější filmová tvorba již nebyla tak úspěšná, jednalo se zejména o již zcela zapomenuté filmy natáčené ve spolupráci s americkým zpěvákem Deanem Reedem.

## Písně

### Největší hity
- 60. léta
  - Ze soboty na neděli (hudba: Mojmír Smékal, text: Ivo Fischer)
  - Tu kytaru jsem koupil kvůli tobě (hudba: Jiří Bažant, text: Vratislav Blažek)
  - Hříbě (s Helenou Vondráčkovou, hudba: Josef Vobruba, text: Jan Schneider)
  - Lékořice (hudba: Jaromír Vomáčka, text: Vratislav Blažek)
  - Stín katedrál (s Helenou Vondráčkovou, hudba: Karel Svoboda, text: Ivo Fischer, později použito do muzikálu „Hrabě Monte Christo“, v roce 2008 nazpíval rovněž Petr Muk)
  - Svatovítský chrám (původní název: Winchester Cathedral, hudba: George Stephens, český text: Jiří Štaidl)
  - Ša-la-la-la-li (původní název: Sha-la-la-la-lee, hudba: Kenny Lynch, Mortimer Shuman, český text: Zdeněk Rytíř)
  - Dobrá zpráva (hudba: Karel Svoboda, text: Zdeněk Rytíř)
  - Massachusetts (hudba: Barry Gibb, Maurice Gibb, Robin Gibb, text: Jiřina Fikejzová)
  - Jak ten čas letí (hudba: Zdeněk Petr, text: Ivo Fischer)
  - Jak se tak dívám (původní název: Congratulations, hudba: Bill Martin, Philip Michael Coulter, text: Ivo Fischer)
  - Čaroděj dobroděj (hudba: Donovan Phillips Leitch, text: Zdeněk Rytíř)
  - Malé šípy (původní název: Little Arrows, hudba: Mike Edward Hazlewood, text: Pavel Černocký
  - Nautilus (hudba: Ota Petřina, text Zdeněk Rytíř)
  - Suzanne (hudba: Leonard Cohen, text: Zdeněk Rytíř)

- 70. léta
  - Doktor Dam Di Dam
  - Světská sláva – polní tráva
  - Kdo vchází do tvých snů, má lásko
  - Znala panna pána (s Helenou Vondráčkovou, hudba filmu Jak utopit dr. Mráčka)
  - Potulný Hráč
  - Mýdlový princ (Needles and pins)
  - Pár dnů prázdnin (I Hear You Knocking)

- 80. léta
  - Mademoiselle Giselle
  - Podej mi ruku a projdem Václavák
  - Křídla iluzí
  - My to spolu táhnem dál
  - Je ráno, Anno
  - Lásko ztracená

- 2010–2023
  - Půlnoční (se skupinou Umakart)
  - Andělé Strážní
  - Snílek (feat. Letní Kapela)

## Řadová alba
1. Václav Neckář zpívá pro mladé (1966) výběr ze singlů, ale počítající se jako klasické řadové album
2. Dobrou zprávu já přináším vám (1968) výběr ze singlů, ale počítající se jako klasické řadové album
3. Světská sláva – polní tráva (1971)
4. Tomu, kdo nás má rád (1974)
5. Planetárium (1977) 2 LP
6. Podej mi ruku… (1980)
7. Příběhy, písně a balady 1 (1982)
8. Příběhy, písně a balady 2 (1982)
9. Příběhy, písně a balady 3 (1983)
10. My to spolu táhnem dál (1984)
11. Atlantida '99 (1987)
12. Pod komandem lásky (1988)
13. Oči koní (2005)
14. Dobrý časy (2012)
15. Mezi svými (2014)

## Výběry
1. Václav Neckář a Bacily (1981) pouze na MC
2. Mýdlový princ (1981) sampler singlů
3. Pokus o autoportrét (1986) 2 LP, 1 MC (zkrácená podoba)
4. The Best of Václav Neckář – Jak se ten čas letí (1965–70) (1993)
5. Zlatej Vašek (2001) nově natočené verze
6. 40 hitů – Jsem tady já (2006) 2 CD
7. Bláznivá láska (2006) kompilace prvních nahrávek ze 60. let
8. Motejl Modrejl – Písně z let 1969–1972 (2010) pouze digitálně, jiný obsah než na stejnojmenném CD Kolekce Václava Neckáře 4
9. Krokodýl Jeroným – Písně z let 1972–1988 (2010) pouze digitálně
10. Život – Zlatá kolekce (2011) 3 CD
11. Já ti zabrnkám (2018)
12. Osmdesát / Největší hity 1965 - 2023 (2023)

## Živá alba
1. Doktor Dam Di Dam a jeho Bacily (1973)
2. Václav Neckář – Kdo vchází do tvých snů, má lásko (Unpluged 1995) (2001)

## Mluvené slovo
1. Vašek vypravuje (1979)
2. 1993 Václava Ledvinková: A pak že nejsou hastrmani. Na motivy pohádky Jana Drdy pro rozhlas napsala Václava Ledvinková. Hudba Tomáš Vránek. Dramaturgie Eva Košlerová. Režie Karel Weinlich. Účinkují: Michal Dlouhý, Jiří Langmajer, Vlastimil Brodský, František Němec, Sylva Sequensová, Alois Švehlík, Antonín Molčík, Pavel Pípal, Ladislav Mrkvička, Tereza Duchková, Václav Neckář, Mirko Musil, Antonín Hardt, Gaston Šubert, Pavel Karbusický a Jiřina Inka Šecová.[9]
3. Vašek vypravuje pohádky Františka Nepila (1997) rozšířená CD reedice alba Vašek vypravuje

## Kolekce Václava Neckáře
1. Kolekce Václava Neckáře 1 – Václav Neckář zpívá pro mladé (1995)
2. Kolekce Václava Neckáře 2 – Dobrou zprávu já přináším vám (1996)
3. Kolekce Václava Neckáře 3 – Světská sláva – polní tráva (1997)
4. Kolekce Václava Neckáře 4 – Motejl Modrejl (1968–1970) (1998)
5. Kolekce Václava Neckáře 5 – Můj brácha má prima bráchu (1999)
6. Kolekce Václava Neckáře 6 – Doktor Dam Di Dam a jeho Bacily /Live/ a dalších 38 hitů (2000)
7. Kolekce Václava Neckáře 7 – Tomu, kdo nás má rád (2001)
8. Kolekce Václava Neckáře 14 – Pokus o autoportrét (2003) – Supraphon[10]
9. Kolekce Václava Neckáře 12 – Příběhy, písně a balady (2004), 2CD – Supraphon[11]
10. Kolekce Václava Neckáře 10 – Mýdlový princ (2005)
11. Kolekce Václava Neckáře 9 – Podej mi ruku... (2006)
12. Kolekce Václava Neckáře 15 – Atlantida '99 (2007)
13. Kolekce Václava Neckáře 16 – Pod komandem lásky (2007)
14. Kolekce Václava Neckáře 11 – Sluneční věk (2008)
15. Kolekce Václava Neckáře 13 – My to spolu táhnem dál (2009), Supraphon[12]
16. Kolekce Václava Neckáře 8 – Planetárium (2 CD + DVD) (2010)

## DVD
1. Nejsem gladiátor (2008) výběr z videoklipů a televizních vystoupení
2. Planetárium (2010) obrazový záznam některých písniček ze stejnojmenného dvojalba, pouze jako součást Kolekce Václava Neckáře 8

## Spoluúčasti na jiných projektech
vybrány byly ty nejpodstatnější z nich
1. Písně a verše (1967)
2. Gentlemani (1968)
3. Micro Magic Circus (1969) se skupinou Golden Kids
4. Golden Kids (1970) se skupinou Golden Kids
5. Hvězdolet 06 (1979)
6. Sluneční věk (1981) se skupinou Bacily
7. Časy se mění! (1991) výběr skupiny Bacily
8. Šíleně smutná princezna (1992) mluvené slovo a písničky ze stejnojmenné pohádky

## Filmografie, výběr
- Ostře sledované vlaky
- Skřivánci na niti
- Šíleně smutná princezna
- Kulhavý ďábel
- Píseň pro Rudolfa III.
- Revue pro následníka trůnu
- Pan Vok odchází
- Svatba bez prstýnku
- Kolonie Lanfieri
- Kdo je kdo